# Jednostka regionalna Arta
Jednostka regionalna Arta (gr. Περιφερειακή ενότητα Άρτας) – jednostka administracyjna Grecji w regionie Epir. Powołana do życia 1 stycznia 2011, liczy 63 tys. mieszkańców (2021).
W skład jednostki wchodzą gminy:
- Arta (1),
- Georgios Karaiskakis (2),
- Kiendrika Dzumerka (3),
- Nikolaos Skufas (4).